# برگ کریک
برگ کریک (به انگلیسی: Bragg Creek) یک منطقهٔ مسکونی در کانادا است که در راکی ویو واقع شده‌است. برگ کریک ۵۸۹ نفر جمعیت دارد.